# Benigno Aquino III
Benigno Simeon Cojuangco Aquino III, również Noynoy Aquino (ur. 8 lutego 1960 w Manili, zm. 24 czerwca 2021 w Quezon City) – filipiński polityk, członek Izby Reprezentantów (1998–2007), senator (2007–2010), prezydent Filipin w latach 2010–2016. 
Syn byłej prezydent Corazon Aquino oraz senatora Benigno Aquino.

## Życiorys

### Młodość i edukacja
Urodził się 8 lutego 1960 w Manili. Był jednym z pięciorga dzieci i jedynym synem Benigno Aquino, ówczesnego wicegubernatora prowincji Tarlac oraz Corazon Aquino. W latach 1977–1981 studiował ekonomię (licencjat) na Uniwersytet Ateneum Manilski. Po studiach pracował jako promotor sprzedaży detalicznej i asystent ds. promocji w firmie Nike.
W 1983 zabójstwo jego ojca stało się symbolem sprzeciwu wobec reżimu Ferdinanda Marcosa. Trzy lata później jego matka została wybrana prezydentem Filipin. 28 sierpnia 1987 Aquino razem z matką stał się obiektem ataku ze strony wojskowych, usiłujących przeprowadzić zamach stanu i obalić władzę prezydent Aquino. W czasie ataku na pałac prezydencki Malacañang Palace, Aquino został pięciokrotnie postrzelony, a jedna z kul na stałe utknęła w jego szyi. Troje z jego ochroniarzy zginęło. W latach 1986–1993 zajmował stanowisko wicedyrektora i skarbnika firmy Best Security Agency Corporation prowadzonej przez jego wuja Anolina Oretę. W latach 1993–1996 pracował jako asystent ds. administracji, a następnie menedżer w cukrowni Central Azucarera de Tarlac.

### Kariera parlamentarna
Od początku swojej działalności politycznej był związany z Partią Liberalną. W latach 1992–2002 oraz 2004-2006 pełnił funkcję jej sekretarza generalnego. Od 2002 do 2004 był wiceprzewodniczącym partii na wyspie Luzon. 17 marca 2006 objął stanowisko wiceprzewodniczącego Partii Liberalnej.
W 1998 został wybrany w skład Izby Reprezentantów z ramienia Partii Liberalnej w II dystrykcie Tarlac. W wyborach w 2001 oraz w 2004 odnawiał mandat deputowanego. Pełnił go do 2007. Od 8 listopada 2004 do 21 lutego 2006 zajmował stanowisko wiceprzewodniczącego Izby Reprezentantów. Zasiadał w różnych komisjach parlamentu: Komisji Zaopatrzenia, Transportu i Komunikacji; Rolnictwa; Banków i Pośredników Finansowych; Porządku Publicznego i Bezpieczeństwa; Stosunków Międzyparlamentarnych i Dyplomacji; Energii. Pełnił funkcję wiceprzewodniczącego Komisji Praw Obywatelskich i Politycznych oraz Praw Człowieka. Jedną z jego kluczowych inicjatyw legislacyjnych był projekt ustawy nakazującej przeprowadzanie publicznych przetargów na zakup paliwa i ropy naftowej dla wojska.
W czasie wyborów z 14 maja 2007 dostał się do Senatu i 30 czerwca 2007 oficjalnie objął mandat. Pełnił go do 30 czerwca 2010.

### Wybory prezydenckie i prezydentura
W sierpniu 2009, po śmierci Corazon Aquino, na Filipinach zaczęły się pojawiać głosy nawołujące jej syna do startu w wyborach prezydenckich w 2010 w celu kontynuowania spuścizny po swojej matce. 1 września 2009 Mar Roxas, przewodniczący Partii Liberalnej i potencjalny kandydat w wyborach prezydenckich, zrezygnował z udziału w nich, wspierając jednocześnie kandydaturę Aquino. 9 września 2009, w 40 dni po śmierci matki, Aquino oficjalnie ogłosił swój udział w wyborach prezydenckich zaplanowanych na 10 maja 2010. Dokonał tego w klubie Club Filipino w Manili, w którym odbyła się uroczysta inauguracja prezydentury Corazon Aquino. Oświadczył, że chce stworzyć demokrację przyjazną dla wszystkich, a nie tylko dla bogatych i wpływowych.
Od czasu ogłoszenia swojej kandydatury pozostawał faworytem sondaży wyborczych. Swoją popularność w dużej mierze zawdzięczał autorytetowi i dokonaniom matki. W czasie kampanii wyborczej obiecywał kontynuację jej demokratycznego programu, walkę z korupcją, likwidację skrajnej nędzy panującej w wielu regionach kraju, a także poprawę ściągalności zobowiązań podatkowych od obywateli i osób prawnych. W wyborach prezydenckich 10 maja 2010 zdobył 42,08% głosów poparcia (15,2 mln), pokonując byłego prezydenta Josepha Estradę (26%) oraz senatora Manny’ego Villara (15%). 9 czerwca 2010 został oficjalnie ogłoszony przez Kongres prezydentem elektem.
30 czerwca 2010 został zaprzysiężony na stanowisku prezydenta w nadmorskim parku Rizal Park w Manili. W uroczystościach uczestniczyło co najmniej pół miliona osób, wielu ubranych w tradycyjne żółte stroje symbolizujące rządy Corazon Aquino. W inauguracyjnym przemówieniu zapowiedział walkę z korupcją i biedą, reformę wymiaru sprawiedliwości oraz zakończenie walk i rebelii na południu kraju, wszczynanych przez islamskich i komunistycznych bojowników. W nawiązaniu do rządów swojej poprzedniczki powiedział, że jego wybór oznacza „koniec przywództwa będącego nieczułym na cierpiących”. Ogłosił także powołanie „komisji prawdy” w celu zbadania oskarżeń korupcyjnych wobec poprzedniej administracji prezydent Macapagal-Arroyo.

### Śmierć
24 czerwca 2021 we wczesnych godzinach porannych Aquino został znaleziony nieprzytomny przez służącą w swoim domu w Quezon City. Został następnie przetransportowany do Capitol Medical Center w Diliman, gdzie zmarł tego samego dnia. Jako przyczynę zgonu stwierdzono wtórną do cukrzycy niewydolność nerek. Aquino był w trakcie oczekiwania na dawcę nerki do transplantacji.
Jego prochy spoczęły w grobie rodziców w Manila Memorial Park w Parañaque.

## Życie prywatne
Był kawalerem, nie miał dzieci, był abstynentem. W 2008 związał się z radną z Valenzueli, Shalani Soledad. W przeszłości pozostawał w kilku nieformalnych związkach, m.in. ze stewardesą, asystentką senatora Francisa Pangilinana oraz dwiema aktorkami.

## Odznaczenia
- Wielki Łańcuch Orderu Mubaraka Wielkiego – Kuwejt, 2012[22]
- Gwiazda Republiki Indonezji I klasy – Indonezja, 2014[23]
- Wielka Wstęga Orderu Chryzantemy – Japonia, 2015[24]
- Wielki Łańcuch Orderu Pro Merito Melitensi – Zakon Maltański, 2015[25]